# حامد باکایوکو
حامد باکایوکو (انگلیسی: Hamed Bakayoko; زاده ۸ مارس ۱۹۶۵ – درگذشته ۱۰ مارس ۲۰۲۱) سیاستمدار اهل ساحل عاج بود که از هشتم ژوئیه۲۰۲۰ تا زمان مرگش در ۱۰ مارس ۲۰۲۱ نخست‌وزیر ساحل عاج بود. وی پیش از این در سمت وزیر ارتباطات و فناوری اطلاعات و همچنین در سمت وزیر کشور و وزیر دفاع خدمت کرد.

## سابقه حرفه‌ای
باکایوکو در ۱۹۹۰ حرفه خود را به عنوان یک خبرنگار در تلویزیون دولتی ساحل عاج آغاز کرد، در ۱۹۹۱ او روزنامه «میهن‌پرست» را بنیاد گذاشت و با آلاسان واتارا رئیس‌جمهور این کشور مصاحبه کرد، وی بعداً در رادیوهای «رادیو نوستالژی» و «نوستالژی آفریقا» مشغول به کار شد و بعدها ریاست رادیو نوستالژی را برعهده گرفت. در ۱۹۹۰ شعبه دانشجویی جوانان حزب دموکراتیک ساحل عاج و رالی دموکراتیک آفریقا را تأسیس کردو یک دهه بعد هنگام جنگ داخلی ساحل عاج به تأسیس رالی جمهوری‌خواهان مبادرت کرد.
بین سال‌های ۲۰۰۷ و ۲۰۱۱، باکایوکو در دولت گیوم سورو وزیر ارتباطات و فناوری اطلاعات بود. در دولت آلاسان واتارا در ۲۰۱۱ وزیر کشور ساحل عاج شد. او در انتخابات عمومی ۲۰۱۵ بورکینافاسو از راک مارک کریستین کابوره حمایت کرد. در ۲۰۱۶ به عنوان وزیر کشور در دولت جدید دانیل کابلان دانکن باقی ماند. در ۲۰۱۷، وی وزیر دفاع ساحل عاج شد. در زمانی که ارتش با شورش‌های بسیاری روبرو بود. وی در آن سالیان به عنوان واسط در مذاکره با توگو عمل کرد. در ۲۰۱۸، باکایوکو شهردار منطقه ابوبو آبیجان شد.
در ماه مه ۲۰۲۰، آمادو گون کولیبالی نخست‌وزیر وقت برای معاینه قلب و استراحت به فرانسه رفت. باکایوکو سرپرست نخست‌وزیری شد، کولیبالی در ۲ ژوئیه به ساحل عاج بازگشت و به کار خود ادامه داد، اما کمتر از یک هفته بعد، در جلسه کابینه حالش بد شد و در گذشت. بدنبال درگذشت کولیبالی باکایوکو به‌طور موقت این مسئولیت را به عهده گرفت و در ۳۰ ژوئیه ۲۰۲۰ برای این سمت تأیید شد. در ۸ مارس ۲۰۲۱، پاتریک آکی به عنوان نخست‌وزیر موقت و برادر کوچکتر رئیس‌جمهور اوتارا، تنه به عنوان وزیر دفاع موقت جایگزین شدند.

## درگذشت
باکایوکو در سن ۵۶ سالگی در بیمارستانی در آلمان درگذشت. او که از سرطان ریه رنج می‌برد به دلیل وخامت وضعیت جسمانی پس از این که در دهم مارس تحت عمل جراحی قرار گرفت درگذشت.